# Yuengling
Yuengling est une brasserie américaine fondée en 1926 et dont le siège social est basé à Pottsville en Pennsylvanie.

## Histoire
En septembre 2020, Yuengling annonce une coentreprise avec Molson Coors pour commercialiser ses bières sur la côte Ouest.